# Norwegian Energy Company ASA
Norwegian Energy Company ASA (Noreco) é uma companhia petrolífera sediada em Oslo, Noruega.

## História
A companhia foi estabelecida em 2005.